# Mikel Aguirregomezkorta Larrea
Mikel Aguirregomezkorta Larrea (Bilbao, 26 d'agost de 1974) és un exfutbolista basc, que ocupava la posició de davanter. Posteriorment ha fet d'entrenador de futbol.

## Trajectòria
Després de destacar al Leioa (94/95) i al Barakaldo CF (95/97), a l'estiu de 1997 passa al filial de l'Athletic Club, on roman dos temporades sense arribar a debutar amb el primer equip en Lliga. En busca d'oportunitats, per la temporada 99/00 marxa a la UE Lleida. Els catalans militen a la Segona Divisió i el defensa hi disputa 24 partits.
L'estiu del 2000 fitxa per l'Albacete Balompié. Hi romandria sis temporades al conjunt manxec, dues d'elles a primera divisió. En la seua etapa albacetenya no va aconseguir fer-se un lloc a l'onze titular, alternant èpoques més regulars amb d'altres de suplència. En total, va jugar 138 partits i va marcar 16 gols (58 i 5 gols a 1a Divisió).
El 2006 deixa l'Albacete i fitxa per l'Alacant CF. Tot i arribar al conjunt valencià com un fitxatge important, les lesions amb prou feines han deixat que hi aparega amb l'Alacant. De fet, a la temporada 08/09, amb els alacantins a Segona Divisió, el davanter basc va restar inèdit.